# Castulus Riedl

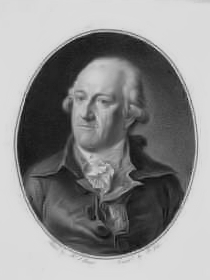
Castulus Riedl

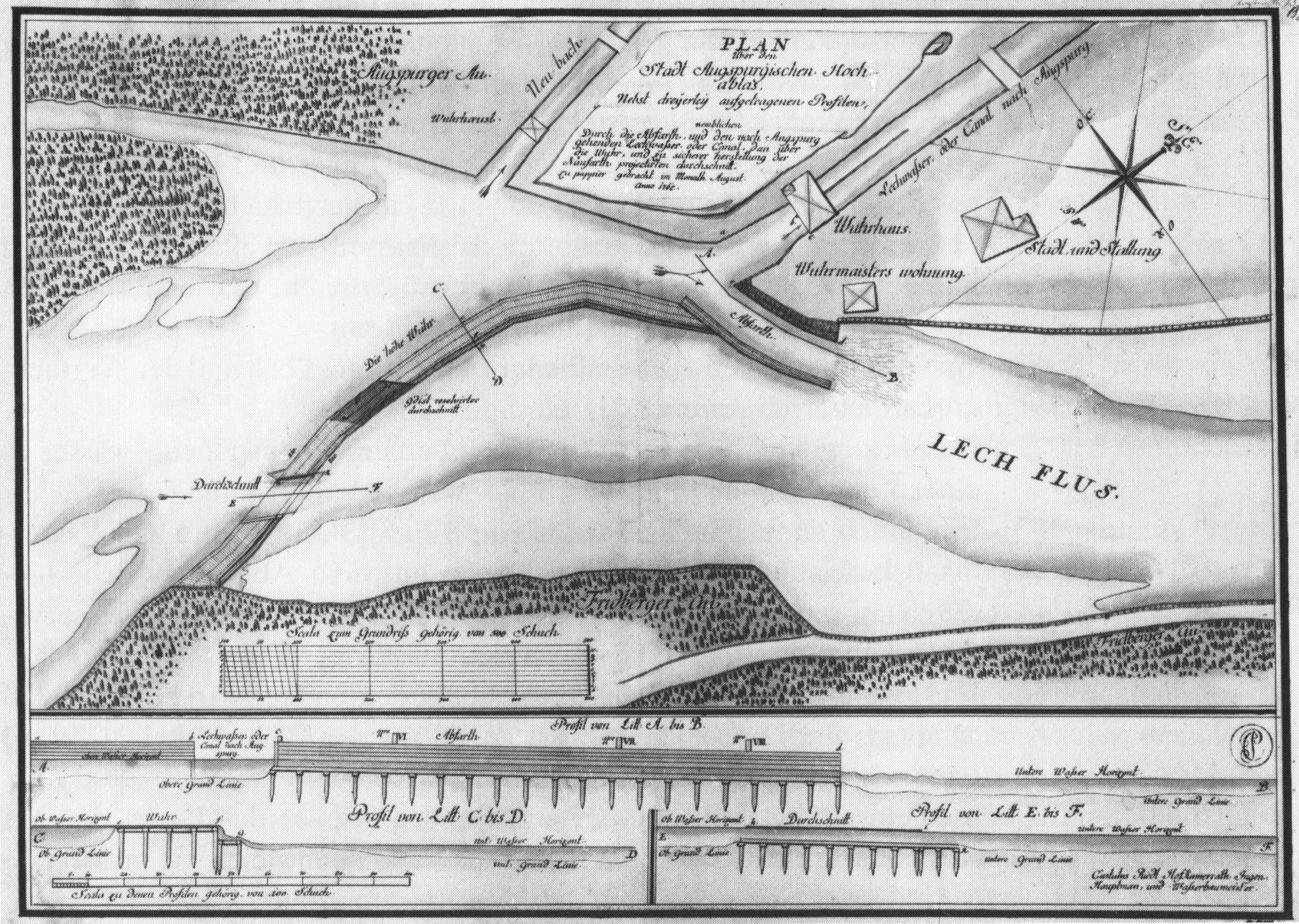
Plan über den Stadt Augspurgischen Hochablas (1762)

Castulus Riedl (* 22. März 1701 in Moosburg an der Isar; † 24. Juli 1783 in München) war ein deutscher Ingenieurgeograph, Geodät, Kartograf, Wasserbau- und Straßenplaner.

## Leben
Riedl war zunächst als Gerichtsschreiber tätig, interessierte sich aber für Vermessungswesen und erlangte 1728 an der Universität Ingolstadt die Approbation zum Landgeometer.
Von 1729 bis 1733 war er als Ingenieurleutnant in österreichischen Diensten beim Festungsbau u. a. in Belgrad und Temeswar tätig. Anschließend hatte er eine Stellung als Lehrer für Mathematik und militärische Ausbildung an der Ettaler Ritterakademie, wo er auch kartographische Auftragsarbeiten übernahm. Im Österreichischen Erbfolgekrieg geriet er in Kriegsgefangenschaft. 1745 wurde er in der Verwaltung des Kurfürstentums Bayern als Geometer und Wasserbaumeister angestellt.
In dem unter Maximilian III. Joseph begonnenen Chausseenbau war er mit der Planung und Leitung der Baumaßnahmen und der kartographischen Erfassung der bayerischen Straßen befasst. 1752 sollte er eine Landesvermessung nach französischem Vorbild durchführen, die aber aus finanziellen Gründen unterblieb. 1757 wurde er Hofkammerrat. Er war Mitglied der Bayerischen Akademie der Wissenschaften seit deren Gründung 1759.
Einer seiner Söhne war Adrian von Riedl.